# SN 1999gs
SN 1999gs – supernowa odkryta 28 grudnia 1999 roku w galaktyce NGC 4725. W momencie odkrycia miała maksymalną jasność 19,30m.